# Руська система мір
Украї́нська (ру́ська) систе́ма мі́р — система мір і ваги Русі (України) в X—XX століттях. Використовувалася в Русі (Х–XIII ст.), Руському королівстві (XIII–XV ст.), Великому князівстві Литовсько-Руському і Речі Посполитій та Українській козацькій державі (XV–XVIII ст.), а також руських (українських) землях, підвладних Габсбурзьким монархіям та Російській імперії (XVIII — початок XX ст.).

## Довжина

### Загальна
Міри довжини

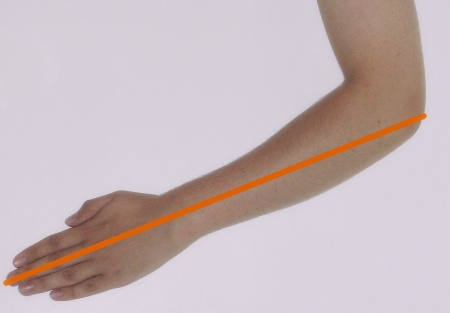
Антропологічний принцип вимірювання у ліктях

- Перст, або Палець (цаль, дюйм) = 2,54 см
- Стопа = 12 цалей
- Лікоть (cubitus, ulna) = 2 стопи = 24 цалі[2]
  - Лікоть львівський = 73,2 см[2].
- Шух (міра) = 30 см = 12 перснів.

- 1 сажень = 3 лікті = 6 шухів = 72 цалі

На теренах Лівобережної України до кінця XVII ст., а у Правобережній Україні до кінця XVIII ст. як міра довжини використовувався лікоть, уніфікований із європейською системою мір. Із XIII ст. застосовувався лікоть хелмінський (57,62 см), запроваджений у Пруссії тевтонськими лицарям. Поряд з ним застосовувався лікоть старопольський у 59,6 см. У містах на ринковій площі зберігались еталонні міри довжини, ваги, об'єму, за користування якими купці сплачували мито. На теренах Галичини у 1787—1857 роках діяла міра довжини — лікоть львівський чи галицький у 59,6 см.

### Довжина тканин
Міри довжини тканин
- Постав сукна = 20—50 ліктів, найчастіше 30—36 ліктів[2].
- Бал (бела) сукна = 25 поставів[2].
- Штука полотна найчастіше = 48 ліктів.
- Штука різних тканин (porcio, ресіа) = 30, 50, 60, 79 ліктів[2].

## Площа
Міри поверхні
- Королівський гіберновий лан = 64,8 морга.
- Війтівський (ревізорський) лан = 90 моргів.

## Об'єм
1. Насипні міри об'єму
- Лашт у Польщі = 60 корців, див. прим. 301.[3]
- Корець = 36 гарнців[3]
- Гарнець = 4 кварти = 16 кватирок (= 3,7681 л)[3]
- Белець — місцева міра об'єму та місткості[4]. У джерелах зафіксовано її застосування на Волині в 16 столітті[5]
- Мірка солодова — одиниця виміру солоду зерна, пророщеного для виробництва вару пива або горілки. Прирівнювалася до трьох солянок[6].

2. Наливні міри об'єму
- Бочка = від 36—122 гарнців[7][8].
  - Бочка велика, наприклад віденська = 4 чверті = 8 осьмин = 72 великих (цехових) гарнців = 144 малих (шинкових) гарнців = 407 л.
  - Бочка руська = 2 півбочки = 6 поков = 24 ручки (чверті) = 232 л.
- Барило = 18—28 гарнців.
- Куфа = 2 бочки[8]
- Солянка = малій бочці, тобто 20—25 гарнцям[джерело?].
- Наливний гарнець у Львові = 3,84 л.[7]

## Вага
Міри ваги
- Фунт (libra) = 32 лути = 48 скойців.
  - Фунт львівський = 405,224 г.
- Камінь = 32 фунти.
  - Камінь львівський = 10 безмінів[8].
- Пуд = 6 безмінів = 53,8 фунти[7].
- Безмін = 8—9 фунтів = 3,3—3,7 кг[8].
- Гривна = фунт — 32 лути.

## Лічба
Способи лічби різних товарів
- Копа = 60 шт.
- Кіпа шкір = 100 шт[9]
- Бунт = мендель = 15 шт., див. прим. 219.
- Сороки — бунт із 40 штук хутра лисиць, куниць, пупків соболів, див. с. 58.
- Фаска масла = 30 кварт.
- Віз заліза = 2 снопи = 24 шини, див. с. 66.
  - «Віз» заліза важив близько одного сотнара. Звичайно на однокінний віз вантажили 5 «возів» заліза, оскільки середнє навантаження коня в той час становило приблизно 5 сотнарів.